# The Dropout
The Dropout est une mini-série dramatique en huit parties d'environ 50 minutes créée par Rebecca Jarvis et ABC Radio et mise en ligne entre le 3 mars et le 7 avril 2022 sur la plateforme de streaming Hulu.
À l'international, la série est mise en ligne le 20 avril 2022 sur Disney+.
Elle est basée sur le podcast du même nom, relatant l'ascension et la chute d'Elizabeth Holmes et de sa société, Theranos.

## Synopsis
Elizabeth Holmes, jeune et brillante étudiante abandonne au cours de sa deuxième année d’études à l'université Stanford et tente de fonder une société de diagnostic ultra rapide à partir d'une simple goutte de sang et par un unique appareil. C'est une révolution ! C'est du bluff ! Mais lorsque la controverse s'invite au sein de Theranos, la personnalité névrosée de la jeune prodige ne tarde pas à apparaître.
Le titre est un jeu de mots entre un « dropout », une personne ayant abandonné ses études et « drop » une goutte (ici de sang en référence à la technologie prétendument développée par Theranos).

## Distribution
Sauf indication contraire, les informations mentionnées dans cette section peuvent être confirmées par les bases de données cinématographiques IMDb et Allociné,  présentes dans la section « Liens externes ».

### Acteurs principaux
- Amanda Seyfried (VF : Chloé Berthier) : Elizabeth Holmes
- Naveen Andrews (VF : Marc Saez) : Sunny Balwani

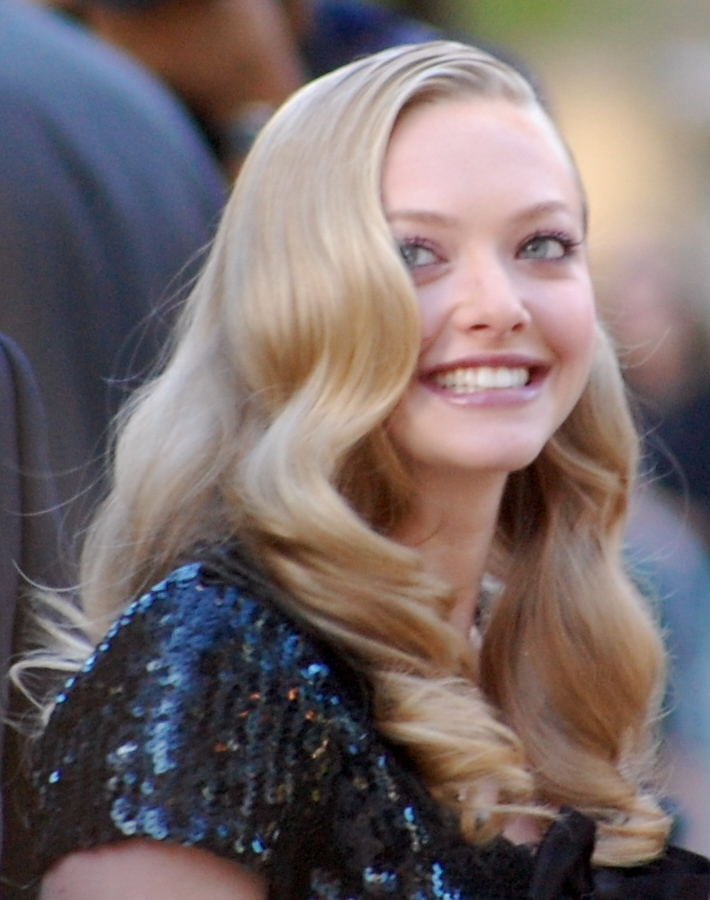
Amanda Seyfried
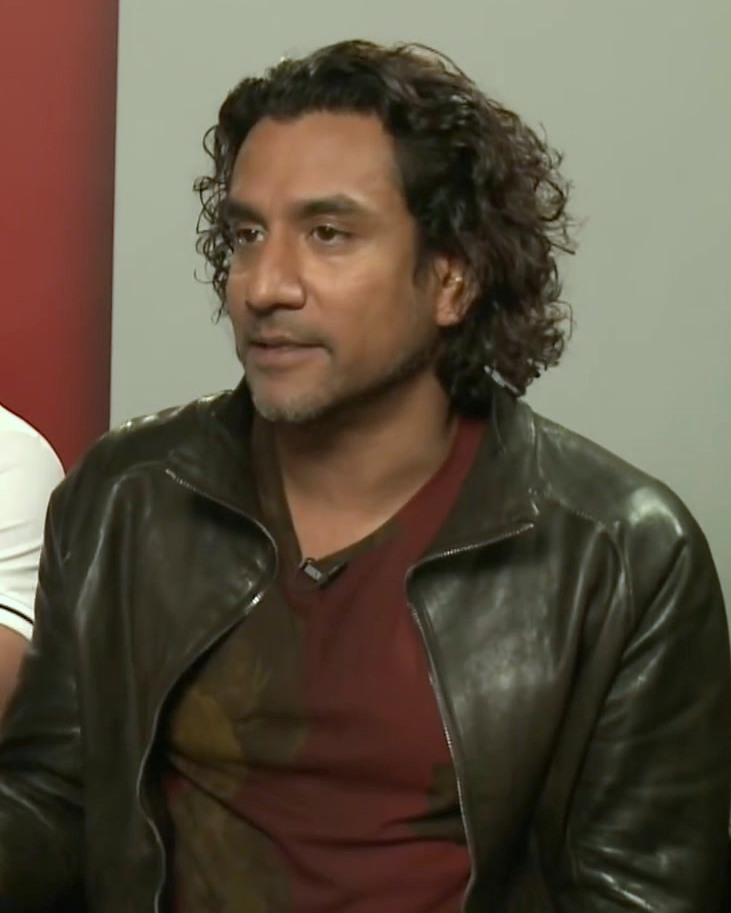
Naveen Andrews

### Acteurs secondaires
- William H. Macy (VF : Jean-François Vlérick) : Richard Fuisz
- Laurie Metcalf (VF : Véronique Augereau) : Phyllis Gardner
- Elizabeth Marvel (VF : Emmanuèle Bondeville) : Noel Holmes
- Utkarsh Ambudkar (VF : Nessym Guetat) : Rakesh Madhava
- Kate Burton (VF : Annie Le Youdec) : Rochelle Gibbons
- Stephen Fry (VF : Michel Dodane) : Ian Gibbons
- Michel Gill (VF : Bernard Bollet) : Chris Holmes
- Michael Ironside (VF : Jean Barney) : Don Lucas
- Bill Irwin (VF : Philippe Vincent) : Channing Robertson
- Josh Pais (VF : Didier Cherbuy) : Wade Miquelon
- Dylan Minnette (VF : Benjamin Bollen) : Tyler Shultz
- Alan Ruck (VF : Guillaume Lebon) : Dr Jay Rosan
- Bashir Salahuddin (VF : Jean-Paul Pitolin) : Brendan Morris
- Mary Lynn Rajskub (VF : Anne Plumet) : Lorraine Fuisz
- Hart Bochner : Larry Ellison
- James Hiroyuki Liao (VF : Fabrice Fara) : Edmond Ku
- Nicky Endres (VF : Yoann Sover) : Ana Arriola
- Camryn Mi-Young Kim (VF : Camille Timmerman) : Erika Cheung
- Andrew Leeds (VF : Tanguy Goasdoué) : Roland
- Sam Waterston (VF : Benoît Allemane) : George Shultz
- Kurtwood Smith (VF : Patrick Raynal) : David Boies
- Anne Archer (VF : Pauline Larrieu) : Charlotte Shultz
- Lisa Gay Hamilton (VF : Annie Milon) : Judith Baker
- Michaela Watkins (VF : Juliette Degenne) : Linda Tanner
- Ebon Moss-Bachrach (VF : Serge Faliu) : John Carreyrou
- Kevin Sussman (VF : Taric Mehani) : Mark Roessler
- Sam Straley (VF : Gabriel Bismuth-Bienaimé) : Christian Holmes
- Sean Brown (VF : Pascal Nowak) : Daniel Young

 Source et légende : version française (VF) sur RS Doublage

## Épisodes
1. Ça presse (I'm in a Hurry)
2. Satori (Satori)
3. Jus vert (Green Juice)
4. Vieux hommes blancs (Old White Men)
5. La Fleur de vie (Flower of Life)
6. Sœurs de fer (Iron Sisters)
7. Héros (Heroes)
8. Lizzy (Lizzy)

## Distinctions

### Récompenses
- Golden Globes 2023 : Meilleure actrice dans une mini-série ou un téléfilm pour Amanda Seyfried